# Progressione del record mondiale della marcia 35 km femminile
La voce seguente illustra la progressione del record mondiale della marcia 35 km femminile di atletica leggera.
I record mondiali sono stati riconosciuti dalla federazione internazionale di atletica leggera a partire dal 1º gennaio 2023, con un tempo inferiore a 2h38'00"..

## Progressione
| Tempo                            | Atleta               | Nazione    | Luogo                      | Data             | Note |
| -------------------------------- | -------------------- | ---------- | -------------------------- | ---------------- | ---- |
| Non ratificata                   |                      |            |                            |                  |      |
| 2h50'09"                         | Inês Henriques       | Portogallo | Porto de Mós, Portogallo   | 15 gennaio 2017  | +    |
| 2h45'51"                         | Inês Henriques       | Portogallo | Porto de Mós, Portogallo   | 7 gennaio 2018   |      |
| 2h45'21"                         | Eleonora Giorgi      | Italia     | Gioiosa Marea, Italia      | 27 gennaio 2019  |      |
| 2h38'24"                         | Klavdija Afanas'jeva | Russia     | Soči, Russia               | 18 febbraio 2019 |      |
| Ratificata dalla World Athletics |                      |            |                            |                  |      |
| 2h37'44"                         | Kimberly García      | Perù       | Dudince, Slovacchia        | 25 marzo 2023    |      |
| 2h37'15"                         | María Pérez          | Spagna     | Poděbrady, Repubblica Ceca | 21 maggio 2023   |      |